# Kevin Federline
Kevin Earl Federline, noto anche con lo pseudonimo di K-Fed (Fresno, 21 marzo 1978), è un rapper e ballerino statunitense.
È famoso per essere l'ex marito della cantante pop Britney Spears, con la quale è stato sposato dal 2004 al 2006 e con cui ha avuto due figli.

## Biografia
Federline nasce nel 1978 da Mike, un meccanico e Julie, un'ex cassiera in una banca. I suoi genitori divorziarono quando lui aveva otto anni e con il fratello Chris si trasferì a casa del padre. Federline lasciò la scuola al primo anno di liceo (prese il diploma successivamente) per entrare in un corpo di ballo chiamato Dance Empowerment. Per diversi anni, ballò per artisti quali Michael Jackson, Justin Timberlake, Destiny's Child, Pink e LMFAO. Il suo primo album Playing with Fire, il cui primo singolo è Lose Control, è uscito il 31 ottobre 2006 ed è stato seguito da un breve tour promozionale. Questo album, però, non ha ottenuto delle buone critiche.

## Wrestling
Ha fatto qualche apparizione nella World Wrestling Entertainment, dove ha avviato un feud contro la superstar di RAW John Cena. Ha interferito nel main event del pay per view WWE Cyber Sunday 2006, accompagnato da Johnny Nitro e dalla sua manager Melina Pérez, durante il triple threat match denominato "Champion of Champions", dove si scontravano John Cena, King Booker e Big Show. K-Fed, colpendo John Cena con la cintura di World Heavyweight Champion, permise a King Booker di vincere il match. Dopo alcune apparizioni negli show di RAW successivi all'evento, nella puntata del primo gennaio 2007 K-Fed ha battuto Cena in un match senza squalifiche, grazie all'interferenza di Umaga.
Conclusa la rivalità, è concluso anche il rapporto tra la WWE e Federline, ma la WWE, vista la bella impressione che ha fatto nell'ambiente della federazione, ha annunciato che le porte per lui saranno sempre aperte, quindi non è da escludere che in futuro Kevin possa tornare a collaborare con la WWE.

## Vita privata
È stato fidanzato con l'attrice Shar Jackson, da cui ha avuto due figli: Kori Madison (31 luglio 2002) e Kaleb Michael Jackson (20 luglio 2004).
Federline lasciò la Jackson, ancora incinta del loro secondo figlio, per iniziare una relazione con la pop star Britney Spears. Federline e la Spears si sposarono il 18 settembre 2004 a Los Angeles, in California. Hanno avuto due figli: Sean Preston (14 settembre 2005) e Jayden James (12 settembre 2006). Il 30 luglio 2007 la coppia ha divorziato ufficialmente.
Nel 2008 inizia una relazione con Victoria Prince, ex giocatrice di pallavolo, con cui ha avuto altri due figli: Jordan Kay (15 agosto 2011) e Peyton Marie (4 aprile 2014). La coppia si è sposata il 10 agosto 2013.

## Discografia

### Album
- 2006 – Playing with Fire

### EP
- 2005 – Britney & Kevin: Chaotic (con Britney Spears)

### Singoli
- 2006 – PopoZão
- 2006 – Lose Control
- 2006 – Privilege

## Filmografia

### Cinema
- SDF Street Dance Fighters (You Got Served), regia di Chris Stokes (2004)
- News Movie (The Onion Movie), regia di James Kleiner (2008)
- American Pie presenta: Il manuale del sesso (American Pie Presents: The Book of Love), regia di John Putch (2009)

### Televisione
- The Drew Carey Show – serie TV, episodio 7×03 (2001)
- Nikki – serie TV, episodi 2×06–2×17 (2002)
- Will & Grace – serie TV, episodio 4×27 (2002)
- Britney and Kevin: Chaotic (Britney & Kevin: Chaotic) – reality show, 5 episodi (2005)
- CSI - Scena del crimine (CSI: Crime Scene Investigation) – serie TV, episodio 7×04 (2006)
- One Tree Hill – serie TV, episodi 5×03–5×04–5×07 (2008)

### Video musicali
- 2001: "AM to PM" di Christina Milian
- 2001: "Get the Party Started" di P!Nk
- 2004: "My Prerogative" di Britney Spears
- 2008: "Pork and Beans" di Weezer

## Doppiatori italiani
Nelle versioni in italiano delle opere in chi ha recitato, Kevin Federline è stato doppiato da:
- Luigi Ferraro in CSI - Scena del Crimine